# 埃爾弗賴萊峰
27°02′33″S 68°22′54″W / 27.04250°S 68.38167°W

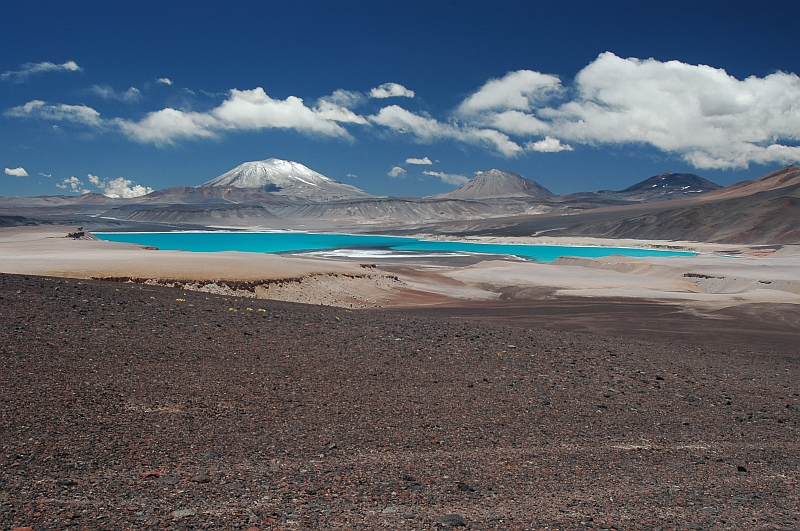

埃爾弗賴萊峰是智利的火山，位於該國中北部阿塔卡馬大區的蒂諾加斯塔縣，屬於安第斯山脈的一部分，距離首都聖地牙哥700公里，海拔高度6,061米。